# Elmar Seebold
Elmar Seebold (* 28. September 1934 in Stuttgart) ist ein deutscher Germanist und Sprachwissenschaftler, Lexikologe und Runologe.

## Leben
Zwischen 1971 und 1983 war Seebold Professor für Germanische Philologie an der Universität Freiburg im Üechtland, dann wechselte er an die Ludwig-Maximilians-Universität in München. Seit 1999 ist er emeritiert. Seebold ist aktueller Bearbeiter und Herausgeber des Etymologischen Wörterbuchs der deutschen Sprache.

## Publikationen (Auswahl)
- Vergleichendes und etymologisches Wörterbuch der germanischen starken Verben. 1. Auflage. Mouton, Den Haag / Paris 1970, ISBN 90-279-0734-X (Reprint. Berlin / Boston 2010, ISBN 978-3-11-082195-6, doi:10.1515/9783110821956, Inhaltsverzeichnis, eingeschränkte Vorschau in der Google-Buchsuche).
- Das System der indogermanischen Halbvokale. Carl Winter, Heidelberg 1972, ISBN 3-533-02197-1.
- Etymologie. Eine Einführung am Beispiel der deutschen Sprache. Beck, München 1981, ISBN 3-406-08037-5.
- Das System der Personalpronomina in den frühgermanischen Sprachen. Sein Aufbau und seine Herkunft. Vandenhoeck & Ruprecht, Göttingen 1984, ISBN 3-525-26222-1.
- Chronologisches Wörterbuch des deutschen Wortschatzes. Der Wortschatz des 8. Jahrhunderts (und früherer Quellen). Unter Mitarbeit von Brigitte Bulitta, Elke Krotz, Judith Stieglbauer-Schwarz und Christianine Wanzeck. De Gruyter, Berlin / New York 2001, ISBN 3-11-016962-2.
- Kluge. Etymologisches Wörterbuch der deutschen Sprache. 22., neu bearbeitete Auflage, bearbeitet von Elmar Seebold. De Gruyter, Berlin / Boston 1989 (25., erweiterte und durchgesehene Aufl. 2011, ISBN 978-3-11-022364-4).